# Salacia forsteriana
Salacia forsteriana är en benvedsväxtart som beskrevs av Friedrich Anton Wilhelm Miquel. Salacia forsteriana ingår i släktet Salacia och familjen Celastraceae. Inga underarter finns listade.